# Distrito electoral de Jacksonville n.º 4
Jacksonville No. 4 (en inglés: Jacksonville No. 4 Precinct) es un distrito electoral ubicado en el condado de Morgan en el estado estadounidense de Illinois. En el Censo de 2010 tenía una población de 2013 habitantes y una densidad poblacional de 797,97 personas por km².

## Geografía
Según la Oficina del Censo de los Estados Unidos, tiene una superficie total de 2.52 km², de la cual 2.52 km² corresponden a tierra firme y (0%) 0 km² es agua.

## Demografía
Según el censo de 2010, había 2013 personas residiendo. La densidad de población era de 797,97 hab./km². De los 2013 habitantes, estaba compuesto por el 62.39% blancos, el 31.64% eran afroamericanos, el 0.2% eran amerindios, el 0.15% eran asiáticos, el 0% eran isleños del Pacífico, el 4.72% eran de otras razas y el 0.89% pertenecían a dos o más razas. Del total de la población el 7.7% eran hispanos o latinos de cualquier raza.